# Carles Fages de Climent
Carles Fages de Climent (Figueres, Espanha, 1902 — 1968) foi um escritor, poeta e jornalista catalão. Em Ramón Muntaner de Figueras, conheceu Salvador Dalí, dando início a uma amizade que manteria por toda vida. Obteve doutorado em línguas clássicas pela Universidade de Barcelona (tendo como tema a paisagem e poesia de Homero), e posteriormente iniciou atividade literária, principalmente como poeta. Colaborou também em diferente jornais e revistas, tais como La Vanguardia, Diário de Barcelona, Telestel, entre outros.

## Obra
Prosa
- Climent
- Vilasacra Capital del Món
- Anècdotes empordaneses (inédito)

Poesia
- Les Bruixes de Llers
- Tamarius i Roses
- El Jutge està malalt
- Sonets a Maria-Clara
- El Sabater d´Ordis
- Epigrames (Llibres I, II i III)
- Emporium la de les tres muralles
- El pintor d'esguards (inacabado)
- Llibre de Sonets
- Sonets dels Tres Reis
- El Somni de Cap de Creus
- Bestiari (inédito)

Teatro
- El Bruel
- La Dama d´Aragó